# ロサンゼルス統一学区

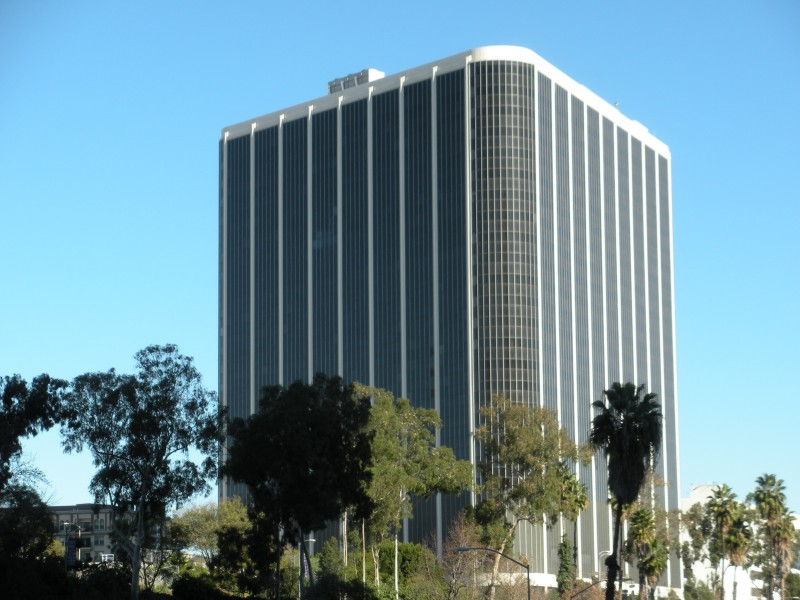
ロサンゼルス統一学区本部

ロサンゼルス統一学区 （ロサンゼルスといういつがっく、またはロサンゼルス統合学区 (ロサンゼルスとうごうがっく）（英称：Los Angeles Unified School District、略称：LAUSD）はロサンゼルス及びその近郊の学区であり、生徒の人数において、カリフォルニア州最大の学区である。

## 概説

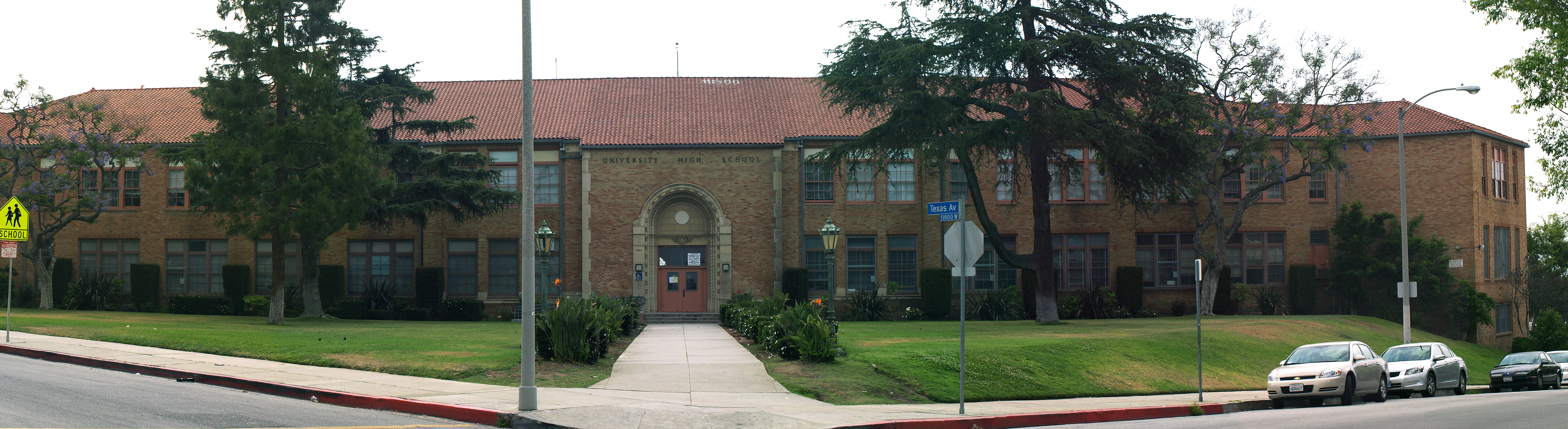
ユニバーシティー高校

ロサンゼルス統一学区は、ニューヨーク市教育局に次いで、全米第２位の学区である。2007-2008年の学年において、LAUSDの生徒数は694,288であり、教師数は45,473, 外の職員数は38,494であった。 この職員数はロサンゼルス郡の職員数に次いで多い。 2009-2010年の予算額は、73億ドルであった。人種別では 72.3% がヒスパニック（スペイン語系）、9.6%はアフリカ系アメリカ人であった。アメリカ白人は10.1%、アジア系アメリカ人は4%、（フィリピン系は2.1%）であった。ネイティブ・アメリカンと太平洋諸島系は合計しても1%以下であった。
学区の範囲はロサンゼルス市と周辺の都市である。LAUSDは1948年に設立されたロサンゼルス学校警察部を持っている。  
LAUSDはロサンゼルス郡の3分の１の学齢期以前の生徒を入園させており、メトロポリタンバスの多くのバスを使用している。学校建築予算は、ボストンの地下鉄予算に匹敵し、食堂（カフェテリア）は１日50万食で、これは当地のマクドナルドレストラン全体に匹敵する。
またLAUSDは生徒のクラスが大きく、過密であり、落ちこぼれや、やめていく人数が多く、多くの学校で学業成績は低く、メンテナンスが貧弱で、管理も不十分である。 2007年にはLAUSDの落ちこぼれ率は9年生から12年生にかけて、26%であった。債権問題とか野心的な革新計画はこれらの問題を平等に解決するには至らなかった。 学校の建築に関しては2005年に2つの高校を建築し(Santee Education Complex and South East)、2006年には4つの高校を作った。（Arleta, Contreras Learning Complex, Panorama, and East Valley）

## 管理運営
ロサンゼルス統一学区は7名による教育委員会により運営されていて、それは一人の委員長Superintendentを指名し、委員長は毎日業務を行う。委員会のメンバーは各々の地域の有権者から直接選挙で選ばれる。委員長は現在John Deasy であり、その前はRamon C. Cortinesであった。彼はDavid L. Brewer IIIという海軍の副提督（海軍の教育・訓練部のトップでありSeaLift Commandの提督であった）が委員長であったが、交渉して、委員長になった。2001年から2006年の引退前、コロラド州知事、民主党のチェアマンであったRoy Romerが委員長であった。
現在の教育委員会のメンバーはMarguerite Poindexter LaMotte(第１区）Board President モニカ・ガルシア(Monica Garcia)(第２区）Tamar Galatzan(第３区）Steve Zimmer(第４区）Bennett Kayser (第５区）Mónica Ratliff (第６区）とRichard Vladovic (第７区）である。すべてのLAUSDの所帯や住宅地には一つの小学校、中学校、高校がある。一つの区域にはsuperintendentがおり、それぞれの本部が置かれている。

## 歴史
LAUSDは以前は2つの区域に分かれていた:the Los Angeles City School District(1853年9月19日創立)と1890年に創立された Los Angeles City High School District、の２つの区域である。後者は9-12(高校に相当する）のサービスを行っていたが前者はK-8(幼稚園から8年間の教育）を行っていた。
1961年7月1日、両者は合併して Los Angeles Unified School Districtとなった。その結果 Topanga School District と Las Virgenes Union School Districtという部位は取り残されてしまった。LAUSDは1962年にTopanga districtと合併したので、名前が変わった西郡区域は消失した。

### 人種差別撤廃にむけて
1963年に、ロサンゼルス教育委員会の理事 Crawford v. Board of Ed. of Los Angeles は人種差別を止めるように訴えられた。カリフォルニア最高裁判所はその地区に1977年まで計画をたてるように要求した。教育委員会は反論し、法廷が決めるのはアメリカで最も劇的な正式の学生再配置であるか、その一つであるとした。差別を解消するバス通学計画が1978年度で計画された。
この計画に反対する訴訟が2つ出され、米国最高裁判所に送られた。この訴訟は Justice RehnquistとJustice Powell により否定された。1979年、カリフォルニア憲法提案１号バス通学法は70%の賛成で可決した。1982年にCrawfordが当事者に訴えた提訴は最高裁判所で検討された。最高裁判所はバス通学法は合憲と判決した。

### 改革
色々な改革が試みられた。一つの改革では、学校で毎日毎日の決定を行ってよいようになり、公立学校の選択が自由になった。
1990年代ではLEARN and LAAMPという、標語がつくられた。LEARN は Los Angeles Education Alliance for Restructuring Nowであり、LAAMP はLos Angeles Annenberg Metropolitan Projectである。カリキュラムも変えられた。それにも拘わらず、生徒の成績は落ちつづけた。
後に、11のミニ区域を作り、おのおの区域長も作るという改革も行ったが、コストがかかるので中止され、ミニ区域は再合併した。 ロサンゼルスの教師組合はこの計画を支持した。11区域は8区域となった。

### 顧問
人件費が相当かかるにもかかわらず、LAUSDは顧問を雇い続けた。2008年には平均一般の労働者の2倍の給料を払いながら学校の建築を監視するために800人の顧問を雇った。サービス部局は848人の顧問にたいし182百万ドル（1億8200万ドル）、一人当たり21万5000ドル支払った。その部局の標準の雇用者には平均99,000ドルであった。当時Senior Deputy Superintendent Ramon Cortinesは顧問は仕事を素早く、正確に行うかもしれないが、信頼性を気にしていると言った。我々は物事を直視し、顧問の数を減らさなければならない。記録によれば、3,479 district employees に対して 347 millionドル支払っているが、849名の顧問に対しては182.6 million支払っている。
この習慣的行為に対してLAUSDの債権監視委員会から質問があった。ある地区のofficialはこの習慣を建築の色々な段階で必要だったと弁護した。
改革への努力：教育委員長のRomon Cortinesは2009年から2010年にかけれ苦情を聞き顧問について監査を行った。前の事務長James Sohn は2009年に雇用されたが、支出を20%減らし、顧問の会社の競争を激化させた。しかし、これはロサンゼルス郡の監査官Wendy Greuelの監査で また内部監査長官により、監査の緩みと「公益と私益の衝突」を見出しと、嘲笑されたのである。OIG（Office of Inspector General Cabinetからは独立している）の内部資料によると6500万ドルの契約の不正があった。これは以前承認されていた契約より50%より多い額、すなわち3100万ドルのコストと、学校の委員会が認めない契約を含んでいた。James Sohnの 20% consultant costの削減は監査で不正であることが判明した、即ち多くの顧問料を高額のレートに変更し、20%の削減以前に相殺したので、実際は何ら差はなかったのである。James Sohn はこれらの告発を討論している。James Sohnはまた新しい契約の型を導入している。それはAgency Construction Manager といい、多くの利点がある、  即ち顧問サービスを最大化する、低いコスト、生産性を高めて、またバス事業の競争を増す Agency CMはまた、古い時間給を能率給を“一括方式”に改めることである。即ち時間にとらわれず、仕事量によって金を支払うのである。この問題にたいしての批判は正確な 顧問の仕事の追跡ができないことである。地域のスタッフィングを比較するのは正確ではない。これらの契約は内密なOIF報告によると、不透明とされている。.
Teamster組合の職員は大掛かりなレイオフや降格によって引き起こされた仕事のない状態について苦情を申し立てている。 Teamster 組合の幹部、Connie Oser は顧問を辞めさせたのに、引き続き、または、何度もボードが承認したとか、顧問が会社間をあちこち移動したとか、agencyのcmを使って追跡を困難にしていたのではないかと、疑っている。委員長のRamon Cortines と以前の事務長　Sohnは地区のスタッフよりはるかに多い人数減少させられたと苦情をつけているが、この苦情はAgency CM契約を使用しているので、証明できないのである。
Sohnのスタッフに関して疑惑が表面化した。というのは彼のスタッフの多くは以前の顧問であったからである。James Sohnは不法に必要な書類をコンピュータから削除したということで批判されている。 Teamsters 組合が苦情を述べたあとでは LAUSDはこの習慣を止めたが、James Sohnはこのことは元々建築プログラムでやっていたことだと主張しているが、何ら証拠を挙げていない。

### 21世紀
2007年11月16日, WorldNetDaily (EN)紙上に、「闘争で傷ついた代理教師」と題し、Migdia Chinea Varela(EN)という元代理教師で、現在映画評論家が書いている。彼女が勤務した多くの学校で、生徒は学業には興味を覚えず、教師をこき使い、備品を私物化し、ギャング団に入ると述べている。彼女はその仕事に傷つき、給料が安すぎるし、その地域では尊敬されないと述べている。またUAUSDのキャンパスは散らかっていて汚い、荒廃していて、物質の供給が少ない。彼女はこれらの収入が少ない学校で、事態を改善する運動はないと書いている。
2008年1月5日、ロサンゼルス・タイムズ紙上にSandy Banks は野蛮人と盗賊は休日のLAUSDの学校をターゲットにしていると書いた。そこには警官がいないので容易に入れるのである。
33歳の Alberto Gutierrez は彼が生徒にアメリカ合衆国のイラク戦争のことを批判的に考えよと言った時に　校長が彼を仕返しをしたと訴えた。 これに対してJose Luis Rodriguez 校長は9月11日の野外集会に出ることを要求したGutierrezを生徒の父兄が理解しなかったからと答えた。
2012年1月31日、警察はミラモンテ小学校のベテラン教師 Mark Berndtを逮捕した。彼はみだらなことを23回行ったとカウントされた。彼は彼の精液をスプーンで飲ませた写真を撮影した。またMartin Springer は7歳の女の子を愛撫した。 同校の3人目は女教師であるが、Mart Berndtをそそのかし、被害者を彼のもとに送った。ミラモンテ小学校の全てのスタッフはすべて入れ替えられた。
2012年12月18日 14歳の少年が教師から暴行され2300万ドルの解決金を得たが、これは最も高い金額に匹敵する。Forest Stobbeはベテランの教師であるが、14歳以下の小児への2例の暴行を認めて16年の刑に処せられた。少年は暴行当時10歳であった。 当初少年側の弁護士Stephen Esteyは2500万ドル要求した。前科はなかったが、前述の判決が下った。彼はある一人の女性の臀部をさわり、逮捕2年前にも女性と車にいる所を見られた。 少年のDNAが彼の水筒から証明された。LAUSDの関与は30%とされた。

### Assembly Bill（法案） 1381
ロサンゼルスの市長になってからAntonio Villaraigosaは公立学校のシステムを教育委員会からとりあげ、彼がコントロールしようとした。これは教師、LAUSDの理事会、ロサンゼルス市以外でLAUSDの区域の多くの住民から抗議を受けた。 2006年8月、歩み寄りの結果、市長はかなり支配権は得られたが 学校理事会は残り、周辺の都市の意見もあり、1381カリフォルニア州法案が通過し市長は一定の支配権を確立した。アーノルド・シュワルツェネッガー州知事は2006年9月18日その法案にサインした。教育理事会は直ちにその法律を阻止するために、この法律は州政府から教育機関を奪うという州の憲法違反にあたるとして、告訴状を提出した。AB 1381 は放置すれば 2013,年1月1日に終了することになっている。 2006年12月21日、 AB 1381 は憲法違反という判決であった。 市長は上訴したが、彼が支持する2人が理事会に選ばれたので、その起訴を取り下げた。.

### 給料支払いシステム
2004年に、新しい給料支払いシステムプロジェクトが始まった。それによるとデロイト トウシュ トーマツ（Deloitte Consulting）という会社がSAP AG社のソフトウェアを購入するというものである。その会社の契約は$55,000,000 であったが、元々は$95,000,000であった。このシステムは2007年に始まったが　2008年になって給料が多すぎたり、少なすぎたり、または全く払われなかったこともあった。デロイッテ社と区域の官僚はお互いに責任をなすりつけた。一部はソフトウェアが一部はハードウェアが悪く、また、労働契約が複雑すぎたり、月給がスケール、仕事の割り当てなども問題であった。

## サービス地域[37]
全域または大半:
- Bell
- Cudahy
- Florence
- ガーデナ (Gardena)
- Huntington Park
- Lomita
- ロサンゼルス - Including, but not limited to: 
  - en:List of districts and neighborhoods of Los Angeles, excluding a small portion　of West Hills which is in the Las Virgenes Unified School District
  - Some areas of Los Angeles with Beverly Hills addresses, i.e. Beverly Hills Post Office, are located in LAUSD
- マリナ・デル・レイ
- Maywood
- San Fernando
- サウスゲイト
- Topanga
- Universal City
- Vernon
- View Park
- Walnut Park
- West Athens
- Westmont
- ウェスト・ハリウッド

一部:
- カーソン
- Commerce
- イーストロサンゼルス (other parts of East Los Angeles are served by Montebello Unified School District)
- ホーソーン
- イングルウッド
- モントレーパーク
- Rancho Palos Verdes (most other parts of Rancho Palos Verdes are served by the Palos Verdes Peninsula Unified School District)
- West Compton
- Willowbrook

## 学校
LAUSDには 219校の year-round school（年中開校している学校）と 439校 の夏季休暇など休暇が長い学校traditional schoolがある。 2005年には、47% は前者の学校に入学していた。しかし、 2012-13年などの不況により現在は前者が3校しかない。

### Edward R. Roybal Learning Center
Edward R. Roybal Learning Center (以前は Belmont Learning Center]or Vista Hermosa Learning Centerとして知られていた) は人口密集地のロサンゼルスのウエストレークにあるが、もともと、混合使用の教育の目的でいくつかの学校、店舗、公園があった。環境評価が十年ばかり遅れた遅れたので、土地は整備されつつあったが、1995年に爆発性のメタンと有毒の硫化水素が古い地下の油の層から染み出てきた。後に、一つのビルから表在性断層が見つかり、その除去が必要であった。LAUSDは2004年までに1億7500万ドルを費やし、また追加1億1000万ドルがクリーンアップするために必要であった。
全体で3億ドルが必要と計算された。批判家たちは5億ドル近くになると想像した。DLRグループのWWCOTという設計会社からデザインされ、その学校は2008年にEdward R. Roybal High School (Los Angeles)|Edward R. Roybal Learning Centerとして開校した。

### アンバサダーホテル (Robert F. Kennedy Community Schools)
次の問題のプロジェクトはアンバサダーホテルである。このホテルは、人口密集地のロサンゼルスのコリアタウン、ウィルシャー・ブールバードに面している。LAUSD はこの土地問題に関してドナルド・トランプと1989年以来戦った。 2001年にはLAUSDは遂にこの土地を所有するに至った。  ロバート・ケネディが殺されたこの建物を破壊する計画は保存主義者の強い反対運動に直面した。 2005年8月、LAUSD は保存主義者の反対運動の法的処置に打ち勝った。アンバッサダーホテル土地の破壊問題に関し建築家ポール・ウイリアムスが計画したコーヒー店を残し、ココナッツ・クラブというナイトクラブが体育館として残るということになった。
このプロジェクトはアメリカ合衆国の最も高価な学校ということになった。ここには3つの小学校、3つの中学校、LAHSAを含む4つの高等学校がある。Robert F. Kennedy Community Schoolsは2010年9月に5億7800万ドルという費用をかけて4200のk-12学校の生徒のために開校した。2010年のコストは350 per 1平方フート (0.093 m2)　あたり350ドルであった。高いコストの一部は高い土地代金、対地震対策、労働組合運動に帰する。

### Santee Dairy
2005年に、南ロサンゼルスにLAUSDが所有している Santee Dairyに高校を作ろうとして調査した結果、その土壌に高値の発がん性物質が発見された。問題になりかけたが、科学者たちはその土は十分深いので生徒たちには危険でないとして、その高校はサンティ教育複合地域として2005年に開校した。

### Park Avenue Elementary School
2000年2月9日、週刊誌　Loereles Weekly　はPart Avenue 小学校の環境トラブルについて記事を載せた。

## 有名な教師
- Alberto "Beto" Gutierrez -　以前サンフェルナンドとジェームス　モンロー高校教師 "A Sentence with the District,"を著した。彼は2006年夏、二人の校長と副校長を訴えた。現在カリフォルニア州立大学で教えている。en:Alberto "Beto" Gutierrez
- Jaime Escalante は長年教師をしていたが、映画化されたことがある。en:Jaime Escalante
- Essie Mae Washington-Williams, the daughter of Strom Thurmond, taught typing in the district from 1967 until 1997. en:Essie Mae Washington-Williams
- Eleanor Bralver, は2006年に引退したがその時はシルマー高等学校で92歳であった。.[42]
- Rose GilbertはPalisades Charter High Schoolで93歳で教えている。
- Ezola B. Foster, 右翼活動家。1960年代から1990年代まで教えた。 en:Ezola B. Foster
- Scott Perry (American football), フットボール選手。ポイントフェルミン小学校で教えた。[43]
- 永続的代理教師　キューバ系アメリカ人劇作家の Migdia Chinea も教師であった。en:Migdia Chinea Varela.[28]

## 学校の司書の問題
予算を節約するために、弁護士は業務上の習慣などを厳密に検討した。学校で5年以上教えた経験のある司書は教師として分類されるので、レイオフは免れる。

## United States Academic Decathlon（学業的十種競技）
United States Academic Decathlon National Championshipというのは、1982年に創立された10種競技で、その競技種目は芸術、経済学、随筆、インタビュー、語学と文学、数学、音楽、科学、社会科学、スピーチである。チームでは9名参加するが3つのカテゴリーに分けられる。点数は上位の2名からの点数である。個人的には最高は10,000点、チームは60,000点である。
- John Marshall High School, 1987, 1995
- William H. Taft High School, 1989, 1994, 2006
- El Camino Real High School, 1998, 2001, 2004, 2005, 2007, 2010
- Granada Hills Charter High School, 2011, 2012, 2013

See also en:United States Academic Decathlon

## マグネット・プログラム
マグネット・スクールとは、アメリカ合衆国発祥の公立学校の一種である。魅力的な特別カリキュラムを持つため、郡や市、学区あるいは周辺地域に至るまでの広範囲から、子供たちを磁石（マグネット）のように引き付ける学校という意味で命名された。
2005年1月現在、 LAUSD には 162の マグネット・スクールとそこに 53,500人の生徒がいる。2004年にこの学区は66,000人の志願者の中から16,000人の生徒を入学させた。ロサンゼルス・タイムズ紙の Cara Mia DiMassa はこれらのマグネット・スクールは 最良のもので、人気のある私立学校と競争できると言っている。
過密地域からのマグネット・スクールへの出願、マイノリティ地域からの出願は有利なポイントがつく。その上にマグネット・スクールは人種の割り当てがある。すなわち、30-40% は非スペイン語系の白人の生徒で、 60-70%がマイノリティ系生徒である。 2005年現在 90% は人種的にマイノリティで占められている。
マグネット・スクールは 1977年に強制的であったバス通学の代わりにできた。人種的割り当てが考案され、この後に区域の人種比率が変化した。
2005年1月現在、LAUSD区内のスペイン語系生徒のうち4.6%はマグネット・スクールに通学する。同時期、アジア系は20%、白人は16%がマグネット・スクールに通学している。マグネット・スクールの生徒の割合は、46.5%はスペイン語系、20%は白人、19.2%は有色人種(Black)、10.2%はアジア系、3.6%はフィリピン、0.6％はその他であった。LAUSD全体からみれば　72.8%がスペイン語系、11.6%は有色人種（black）、9%は白人、3.8%はアジア系、2.2%はフィリピン系、0,6%はその他であった。